# Молчанов Кирило Володимирович
Кирило Володимирович Молчанов (7 вересня 1922 — 14 березня 1982) — російський радянський композитор. Заслужений діяч мистецтв РРФСР (1963).
Директор Большого театра (1973—1975), у час політичного переслідування головної сопрано Галини Вишневської перед її виїздом за кордон у 1974 році.
Його твори належать до романтичної традиції соцреалізму і за життя не були тепло прийняті, коли їх виконували за кордоном.